# Донской (Зерноградский район)
Донско́й — хутор в Зерноградском районе Ростовской области России.
Административный центр Донского сельского поселения.

## История
Хутор основан в 1924 году.

## Население
| 2010 |
| ---- |
| 1622 |

## Улицы
| - ул. Абрикосовая, - ул. Виноградная, - ул. Вишневая, - ул. Грушевая, - ул. Дачная, - ул. Западная, - ул. Зелёная, - ул. Земляничная, | - ул. Кирпичная, - ул. Луговая, - ул. Майская, - ул. Малиновая, - ул. Молодёжная, - ул. Новая, - ул. Первомайская, - ул. Производственная, | - ул. Прохладная, - ул. Рябиновая, - ул. Садовая, - ул. Сливовая, - ул. Солнечная, - ул. Специалистов, - ул. Старая, - ул. Урожайная, | - ул. Фруктовая, - ул. Цветной Бульвар, - ул. Цветочная, - ул. Черемушки, - ул. Шоссейная, - ул. Южная, - ул. Яблочная. |

## Инфраструктура
На хуторе имеется школа.